# Traktrisa
Traktrísa (tudi vlêčnica) (iz latinske besede trahere, kar pomeni vleči) je transcendentna ravninska krivulja po kateri bi se gibalo majhno telo pod vplivom trenja, če bi ga vlekli po vodoravni ravnini z drogom, ki bi imel nespremenljivo dolžino. Tisti, ki bi telo vlekel, bi se tudi sam gibal. To enostavneje povemo, da je traktrisa krivulja za katero velja, da je dolžina odseka tangente od točke dotika do presečišča s fiksno premico (običajno koordinatna os), konstantna. 
Krivulja spada med zasledovalne krivulje. 
Prvi je proučeval traktrise francoski arhitekt Claude Perrault (1613 – 1688) v letu 1670. Pozneje sta jo proučevala še angleški fizik, matematik, astronom, filozof, ezoterik in alkimist Isaac Newton (1642 – 1727) ter nizozemski astronom, fizik in matematik Christiaan Huygens (1629 – 1695), ki je dal krivulji tudi ime. 

## Opis nastanka traktrise
V vsakem trenutku je razdalja {\displaystyle d=a\,} tangenta na krivuljo. To lahko opišemo z diferencialno enačbo:
{\displaystyle {\frac {dy}{dx}}=-{\frac {\sqrt {a^{2}-x^{2}}}{x}}\!\,,}
kjer je začetni pogoj enak {\displaystyle y(a)=0}.
Rešitev diferencialne enačbe je:
{\displaystyle y=\int _{x}^{a}{\frac {\sqrt {a^{2}-t^{2}}}{t}}\,dt=\pm \left(a\ln {\frac {a+{\sqrt {a^{2}-x^{2}}}}{x}}-{\sqrt {a^{2}-x^{2}}}\right)\!\,.}
Prvi člen rešitve lahko pišemo kot:
{\displaystyle a\ \mathrm {arsech} {\frac {x}{a}}\!\,,}
kjer je
- {\displaystyle \mathrm {arsech} } inverzni hiperbolični sekans (area sekans)

## Ukrivljenost
Polmer ukrivljenosti je enak:
{\displaystyle r=a\,\operatorname {ctg} (x/y)\!\,.}

## Značilnosti
- Traktrisa ima vodoravno asimptoto
- Traktrisa je simetrična glede na os Oy (ordinatna os)
- Traktrisa ima konstantno razdaljo med poljubno točko {\displaystyle P\,} na krivulji do presečišča asimptote s tangentno premico v točki {\displaystyle P\,}.
- Segment tangente med asimptoto in točko, kjer se tangenta dotika traktrise, ima konstantno vrednost {\displaystyle a\,}.
- Dolžina loka za eno vejo traktrise med točkama {\displaystyle x=x_{1}} in {\displaystyle x=x_{2}} je enaka {\displaystyle a\ln \left({\frac {x_{1}}{x_{2}}}\right)}.
- Ploščina med traktriso in njeno asimptoto je {\displaystyle \pi a^{2}/2}.
- Ovojnica normal traktrise je verižnica (je evoluta traktrise), ki je dana z enačbo {\displaystyle x=a\cosh {\frac {y}{a}}}.
- Ploskev, ki nastane pri vrtenju traktrise okrog asimptote je psevdosfera.